# 베이클라이트
베이클라이트(bakelite)는 최초의 인공 플라스틱이다. 1907년 ~ 1909년에 벨기에계 미국인인 레오 베이클랜드(Leo Baekeland)가 최초로 합성하였다. 레오 베이클랜드는 페놀과 포름알데히드를 반응시켜 베이클라이트를 합성하였으며 애초에는 폴리옥시벤자일메틸렌글리콜란하이드리드(polyoxybenzylmethylenglycolanhydride)이라는 화학명으로 불렸다. 베이클라이트는 독일계 회사인 베이클라이트사가 이 물질을 상업 생산하면서 붙인 브랜드명이다.

## 제조와 특성
레오 베이클랜드는 페놀과 포름알데히드의 혼합물을 톱밥으로 여과한 후 열과 압력을 가하여 베이클라이트를 제조하였다. 베이클라이트는 열경화성을 지녀 한 번 성형되면 열에 의해 변형되지 않는다. 베이클라이트와 같은 페놀계 플라스틱은 오늘날 비용 문제와 복잡한 공정으로 인해 더 이상 상용으로 사용되지 않는다. 1926년 폴리염화비닐이 제조된 이후 점차 다양한 플라스틱에게 자리를 내주게 되었다.

## 이용

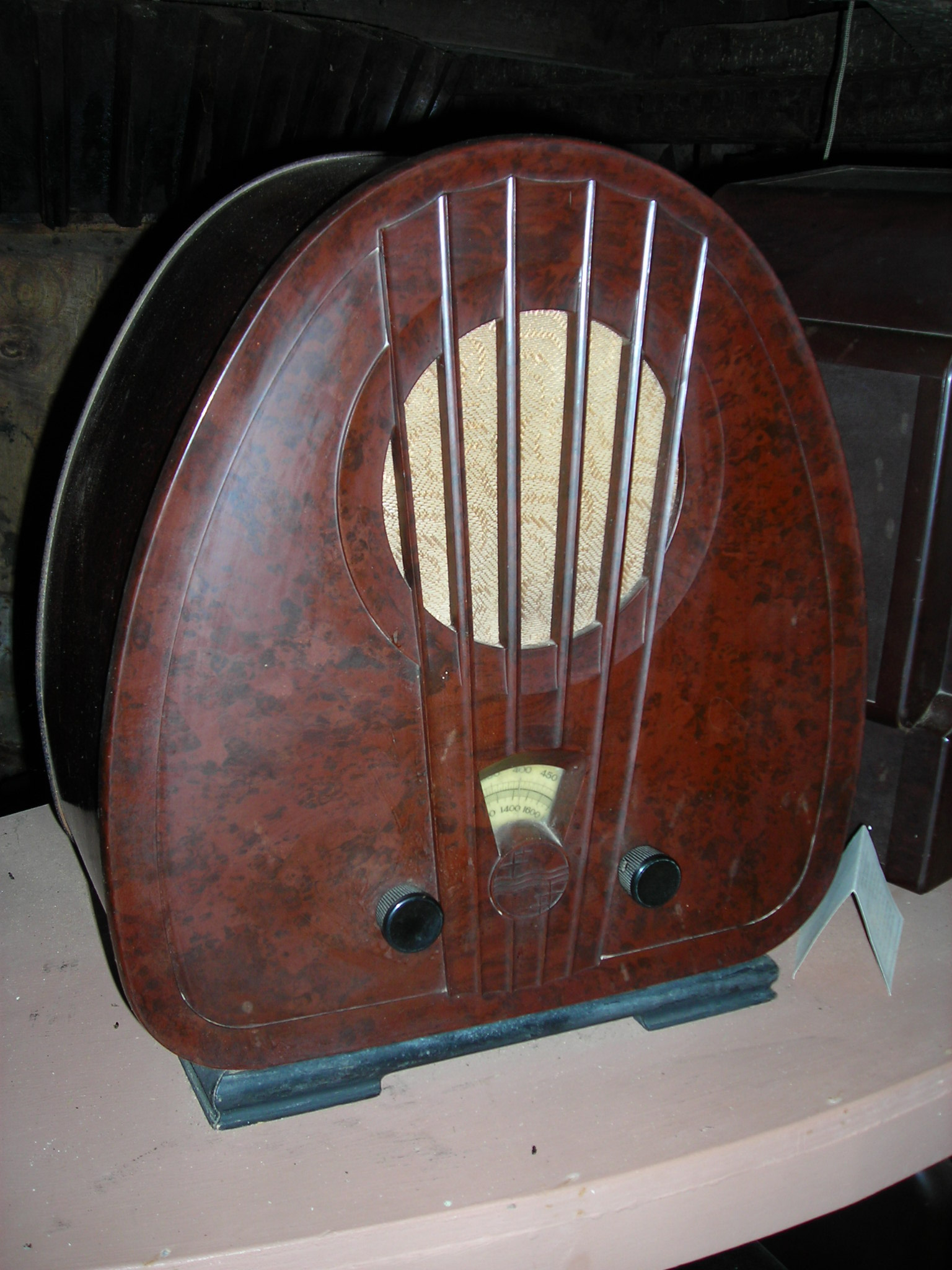
베이클라이트를 이용한 라디오

베이클라이트는 당구공의 재료로 흔히 쓰였다. 베이클라이트는 전화기 케이스, 비행기 프로펠러, 라디오 케이스, 배관용 파이프 등 금속이나 목재를 대체하였으며, 1930년대에는 매년 7만 톤이 넘는 베이클라이트가 생산되었다. 이러한 폭발적인 생산증대는 이른바 “플라스틱 시대”를 열었다.

## 같이 보기
- 플라스틱
- 폴리염화비닐